# Rimi Baltic
Rimi Baltic — крупный оператор розничной торговли в странах Балтии, базирующийся в Риге, Латвия. Rimi Baltic является дочерней компанией Датская группа Salling (до 2025 года ранее принадлежавший шведской группы ICA).
Rimi Baltic управляет 308 розничными магазинами:
- 84 магазина в Эстонии;
- 142 магазинов в Латвии;
- 89 магазинов в Литве.

Rimi Baltic имеет также распределительные центры в каждой стране.
Магазины Rimi бывают различного типа, в зависимости от ассортимента товаров и размера:
- Rimi Hyper — гипермаркеты
- Rimi Super — супермаркеты
- Rimi Mini — супермаркеты / круглосуточные магазины
- Rimi Express — магазины у дома

Дизайн интерьера небольших гипермаркетов Rimi также можно увидеть в аналогичных небольших гипермаркетах ICA в Швеции, таких как ICA Maxi Västra Hamnen в Мальмё и ICA Maxi Enköping.

## История и владельцы
Rimi Baltic была создана в 2004 году, когда финская Kesko и шведская ICA договорились объединить свои операции в странах Балтии в совместное предприятие 50/50. Rimi Baltic официально начал свою деятельность 1 января 2005 г.
Ранее Kesko владела 6 гипермаркетами City market и 45 дисконтными продовольственными магазинами Säästumarket в Эстонии, 5 City market в Латвии и 19 дисконтными магазинами Supernetto в Латвии. ICA ранее принадлежало 33 магазина Rimi (супермаркеты и компактные гипермаркеты) в Эстонии, Латвии и Литве. После слияния в течение 2005 года все магазины City market были постепенно преобразованы в гипермаркеты Rimi.
В конце 2006 года Kesko решила выйти из совместного предприятия и продала все свои акции в Rimi Baltic компании ICA. С 1 января 2007 года Rimi Baltic стала дочерней компанией ICA AB, находящейся в полной собственности. Сделки с недвижимостью, связанные с владением Kesko бывшими зданиями Citymarket, были завершены несколькими днями позже.
23 декабря 2016 года ICA Gruppen заключила соглашение о покупке литовской компании UAB Palink за 213 млн евро. Palink управляла второй по величине сетью розничной торговли продуктами питания IKI в Литве. Совет по конкуренции Литвы разрешил это приобретение в октябре 2017 года при условии, что 17 магазинов Rimi и Iki в Вильнюсе, Каунасе, Клайпеде и Паневежисе будут проданы третьим лицам.[6] В середине марта 2018 года Rimi Lietuva представила Совету по конкуренции кандидатуры потенциальных покупателей. Совет не поддержал их на том основании, что эти покупатели «не обеспечат стабильной и, по крайней мере, столь же эффективной конкуренции», как нынешняя компания, пока сделка не будет реализована. В апреле Совет по конкуренции объявил, что сделка по продаже Iki компании Rimi прекращена.

## Rimi в Латвии

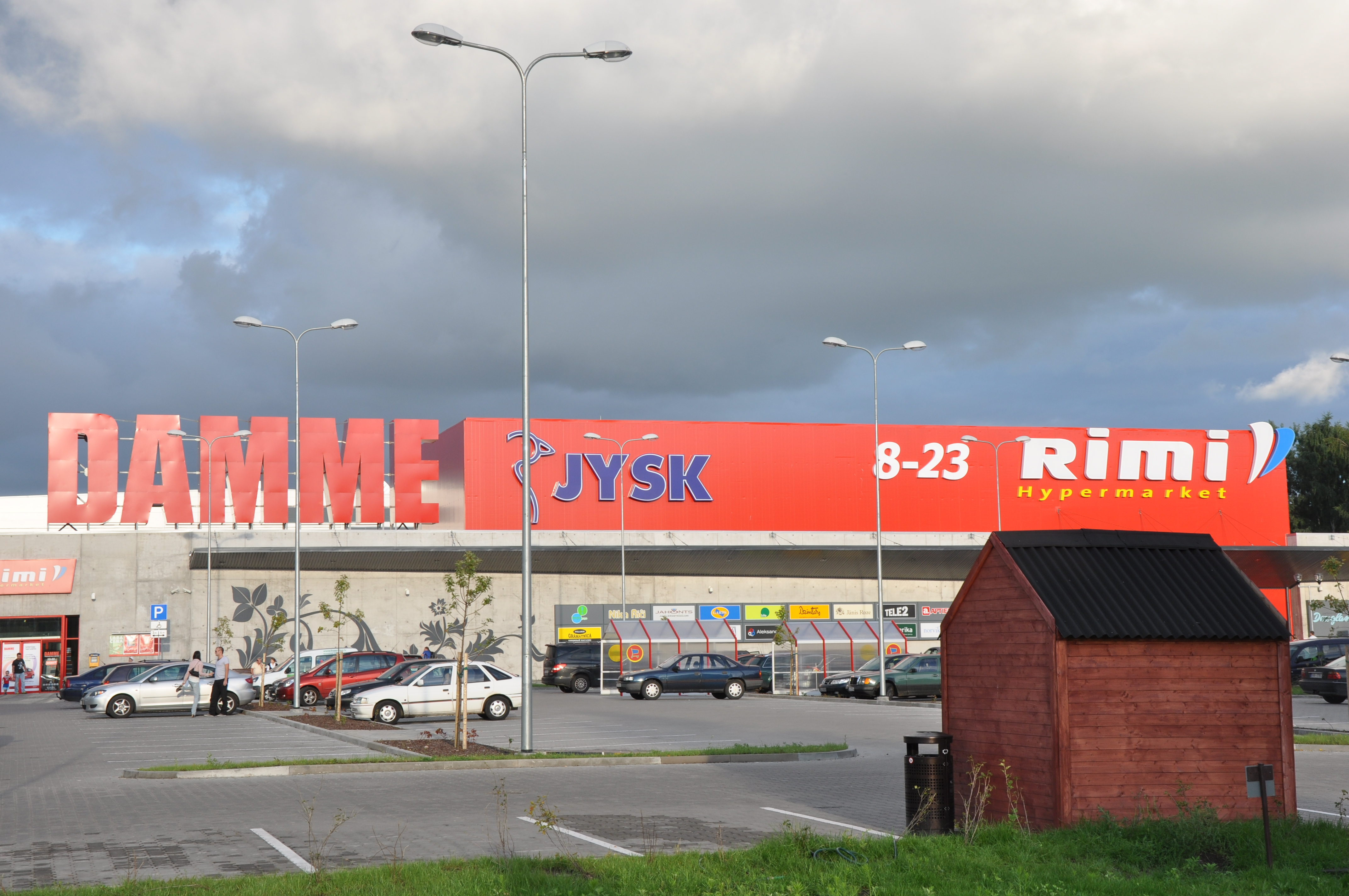
Гипермаркет Rimi в Риге

История Rimi Latvia берет свое начало в 1996 году, когда в Латвии было создано ООО Rimi Baltija. В конце 2009 года Rimi начала переход на новую концепцию супермаркета. Первым магазином в Латвии, принявшим новый формат, стал Rimi «Nīcgale» в торговом центре «Minska», который открылся 22 декабря 2009 года.
Магазины Rimi в Латвии имели такие слоганы, как «Мой ♡ магазин», «Всегда лучше, дешевле, удобнее», «Ближе к сердцу, ближе к дому», «Плати меньше, живи лучше!» и «Это не магазин, это жизнь». С осени 2019 года девиз: «Каждый день становится лучше».